# Muta (plaats)
Muta is een plaats in Slovenië en maakt deel uit van de gemeente Muta in de NUTS-3-regio Koroška. De plaats telde 2.225 inwoners op 1 januari 2020.

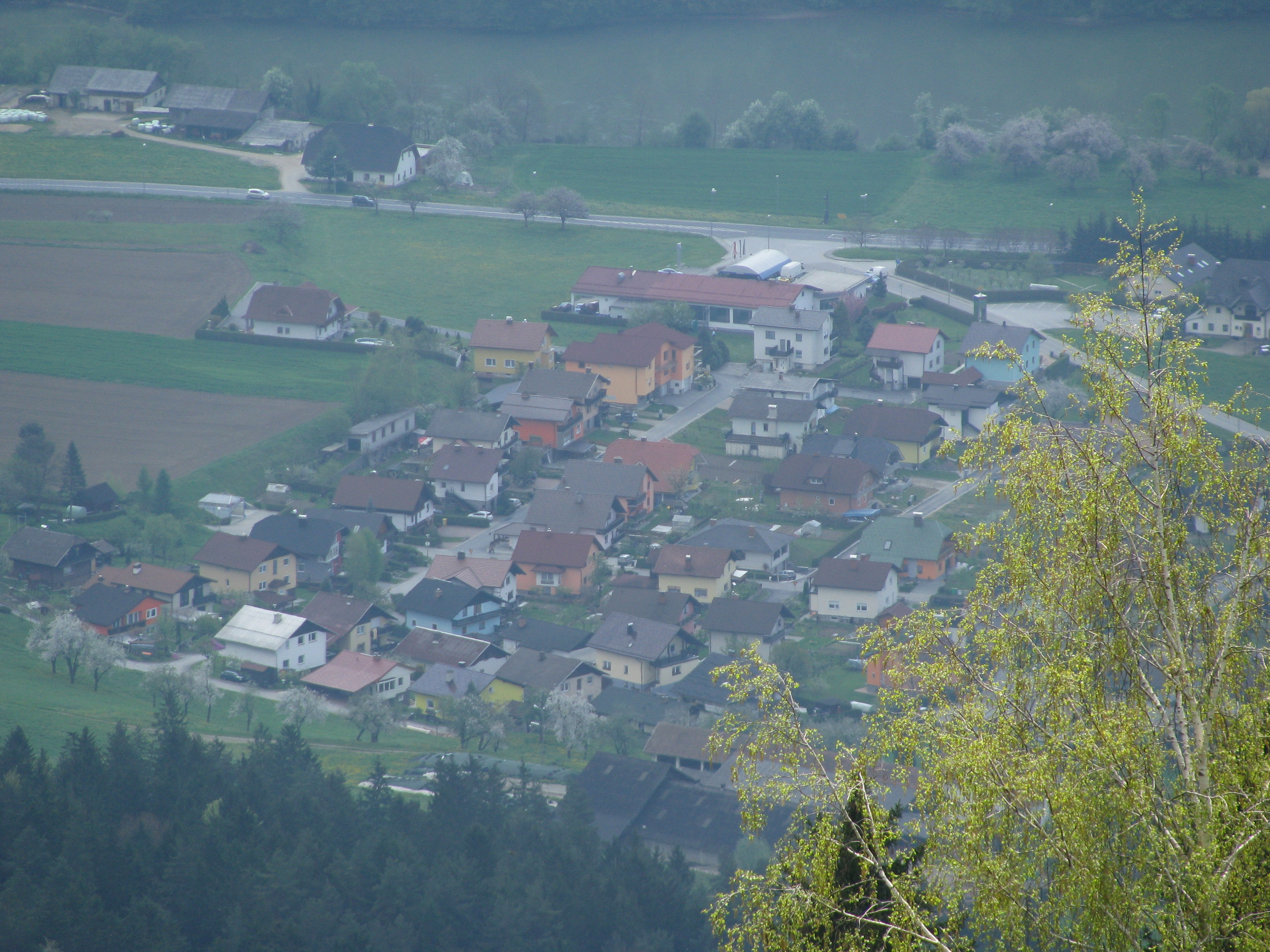
Muta
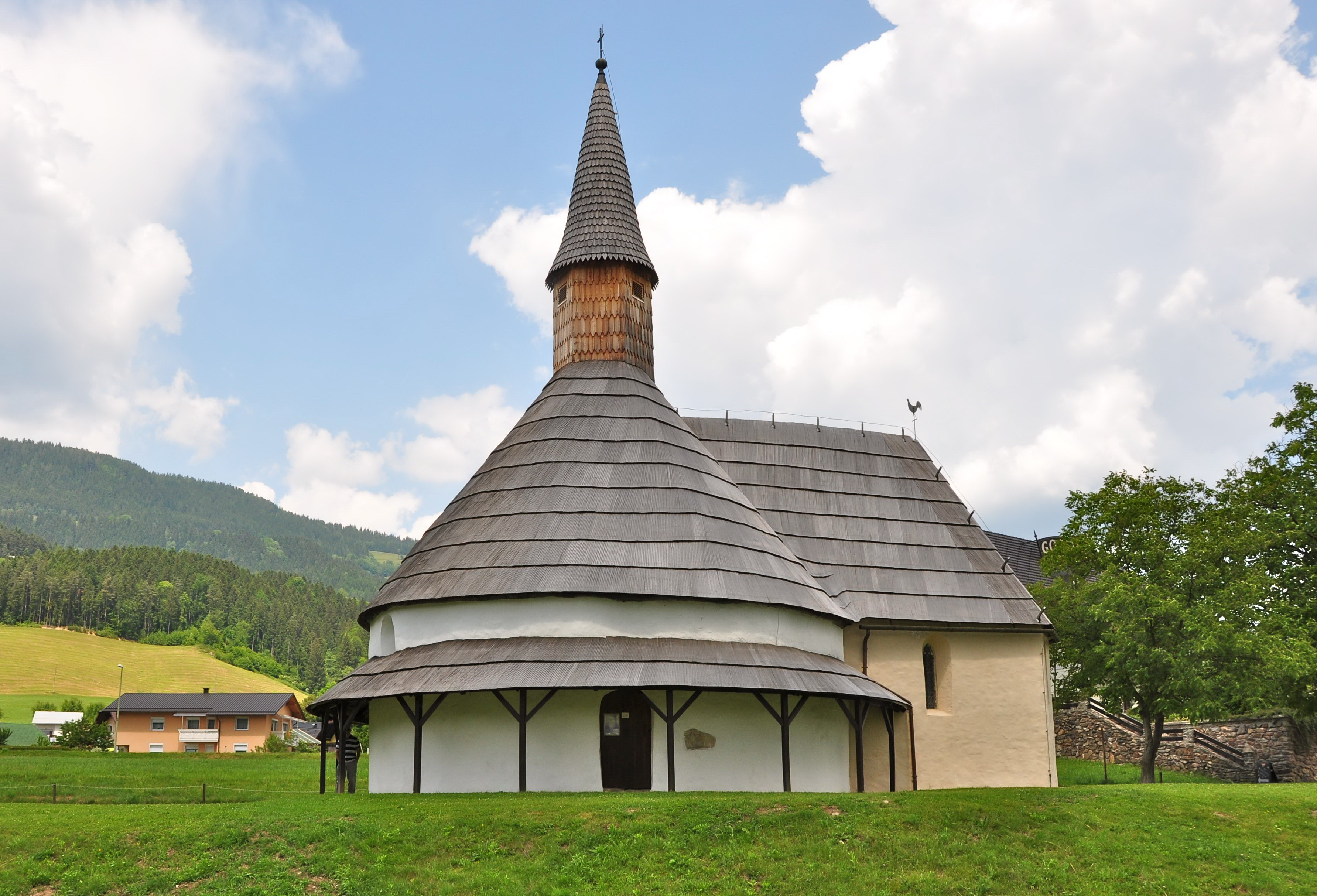
Kerk van St. Johannes de Doper